# Korea Open 2015
Korea Open 2015 byl tenisový turnaj pořádaný jako součást ženského okruhu WTA Tour, který se hrál na otevřených dvorcích s tvrdým povrchem tenisového centra v soulském olympijském parku. Konal se mezi 21. až 27. zářím 2015 v jihokorejské metropoli Soulu jako 12. ročník turnaje.
Turnaj s rozpočtem 500 000 dolarů patřil do kategorie WTA International Tournaments. Poslední přímou postupující do hlavní soutěže dvouhry byla 114. nizozemská hráčka žebříčku WTA Kiki Bertensová. Roli nejvýše nasazené hráčky singlové soutěže potvrdila třicátá tenistka světa a obhájkyně deblového titulu Irina-Camelia Beguová z Rumunska, čímž zaznamenala svůj druhý titul v kariéře. Čtyřhru ovládla nejvýše nasazená španělsko-slovinská dvojice Lara Arruabarrenová a Andreja Klepačová.

## Distribuce bodů a finančních odměn

### Distribuce bodů
| Soutěž  | vítězky | finalistky | semifinalistky | čtvrtfinalistky | 16 v kole | 32 v kole | Q  | Q3 | Q2 | Q1 |
| ------- | ------- | ---------- | -------------- | --------------- | --------- | --------- | -- | -- | -- | -- |
| dvouhra | 280     | 180        | 110            | 60              | 30        | 1         | 18 | 14 | 10 | 1  |
| čtyřhra | 280     | 180        | 110            | 60              | 1         | —         | —  | —  | —  | —  |

### Finanční odměny
| Soutěž                               | vítězky  | finalistky | semifinalistky | čtvrtfinalistky | 16 v kole | 32 v kole | Q3     | Q2     | Q1   |
| ------------------------------------ | -------- | ---------- | -------------- | --------------- | --------- | --------- | ------ | ------ | ---- |
| dvouhra                              | $111 389 | $55 435    | $29 270        | $8 502          | $4 770    | $2 774    | $1 448 | $1 052 | $764 |
| čtyřhra                              | $17 724  | $9 222     | $4 950         | $2 623          | $1 383    | —         | —      | —      | —    |
| částka ve čtyřhře je uvedena na pár. |          |            |                |                 |           |           |        |        |      |

## Ženská dvouhra

### Nasazení
| Stát                         | Hráčka                    | WTA | Nasazení |
| ---------------------------- | ------------------------- | --- | -------- |
| Rumunsko                     | Irina-Camelia Beguová     | 30. | 1.       |
| Slovensko                    | Anna Karolína Schmiedlová | 32. | 2.       |
| USA                          | Sloane Stephensová        | 33. | 3.       |
| USA                          | Varvara Lepčenková        | 38. | 4.       |
| Německo                      | Mona Barthelová           | 48. | 5.       |
| Rumunsko                     | Alexandra Dulgheruová     | 51. | 6.       |
| Německo                      | Julia Görgesová           | 54. | 7.       |
| Belgie                       | Alison Van Uytvancková    | 55. | 8.       |
| Žebříček WTA k 14. září 2015 |                           |     |          |

### Jiné formy účasti
Následující hráčky obdržely divokou kartu do hlavní soutěže:
- Kimiko Dateová
- Han Na-lae
- Jang Su-jeong

Následující hráčky si zajistily postup do hlavní soutěže v kvalifikaci:
- Paula Badosová
- Kateryna Kozlovová
- Nicole Melicharová
- Aljaksandra Sasnovičová

### Odhlášení
před zahájením turnaje
- Alizé Cornetová → nahradila ji Lauren Davisová
- Casey Dellacquová → nahradila ji Jelizaveta Kuličkovová
- Karin Knappová → nahradila ji Mariana Duqueová Mariñová
- Bethanie Matteková-Sandsová → nahradila ji Jaroslava Švedovová
- Roberta Vinciová → nahradila ji Irina Falconiová

### Skrečování
- Klára Koukalová
- Jaroslava Švedovová

## Ženská čtyřhra

### Nasazení
| Stát                                                                     | Hráčka                | Stát      | Hráčka                | WTA  | Nasazení |
| ------------------------------------------------------------------------ | --------------------- | --------- | --------------------- | ---- | -------- |
| Španělsko                                                                | Lara Arruabarrenová   | Slovinsko | Andreja Klepačová     | 69.  | 1.       |
| Nizozemsko                                                               | Kiki Bertensová       | Švédsko   | Johanna Larssonová    | 84.  | 2.       |
| Rumunsko                                                                 | Irina-Camelia Beguová | Rumunsko  | Ioana Raluca Olaruová | 91.  | 3.       |
| Japonsko                                                                 | Kimiko Dateová        | Česko     | Kateřina Siniaková    | 174. | 4.       |
| Žebříček WTA k 14. září 2015; číslo je součtem umístění obou členek páru |                       |           |                       |      |          |

### Jiné formy účasti
Následující páry obdržely divokou kartu do hlavní soutěže:
- Choi Ji-hee /  Lee So-ra
- Han Sung-hee /  Hong Seung-yeon

## Přehled finále

### Ženská dvouhra
- Irina-Camelia Beguová vs.  Aljaksandra Sasnovičová, 6–3, 6–1

### Ženská čtyřhra
- Lara Arruabarrenová /  Andreja Klepačová vs.  Kiki Bertensová /  Johanna Larssonová, 2–6, 6–3, [10–6]